# 跨文化心理學
跨文化心理学是对人类行为和心理途径过程的科学研究，包括在不同文化条件下的变异性和不变异性。通过扩大研究方法来识别不同文化背景之下的行为、语言和心理作用上的差异，从而延伸和发展心理学范畴。由于心理学是在北美和欧洲起源的，一些心理学家开始担心被接受为普遍性的理论和研究成果，在不同的文化背景下，并不像原先假设的那样不变，特别是因为在其他文化中复制显着实验的许多尝试都取得了不同的成功。由于存在诸如影响、认知、自我概念以及精神病理学，焦虑和抑郁等问题的理论在“出口”到其他文化背景时是否缺乏外部消化，因此会存在某种问题。
跨文化心理学旨在考虑文化差异的情况下来重新审视它们，以解释文化差异对认知和行为的影响。尽管一些批评者指出了跨文化心理学研究中的方法论缺陷，并声称所使用的理论和方法论基础的严重缺陷妨碍而不是帮助科学探索心理学中的普遍原理，但跨文化心理学家更多地研究都偏向于差异如何产生或变化，而不是在两者之间寻找共性。
尽管跨文化心理学在二战之前只是一个较小的心理学分支，但它从二十世纪六十年代开始飞速增长。 1971年，跨学科跨文化研究协会（SCCR）成立，并于1972年成立了跨国文化心理学协会（IACCP）。自那时起，随着文化多样性之中许多心理现象研究的日益普及，这一心理学分支持续扩大。

## 研究領域與例子

### 人際關係

#### 愛情
一般來說在不同文化中，有以下外觀都會比較吸引：
- 清楚的膚色（Clear complexation）[6]
- 對稱的面貌
- 普通的特徵（英语：Averageness）

#### 朋友與敵人
關係的流動性（Relational mobility）若果較高的可以自由開始（或終結）一段關係；相反較低的人會保持現有的關係、朋友圈較為穩定，也比較對社交排斥更敏感。當比較美國及香港，發現香港人感覺自己在關係上流動性低，引伸到他們在友誼上比較緊慎。另一研究則指出是流動性低，敵人都在自己的社交網絡時候，人會記得更清楚敵人的資料（但朋友或親人卻不會），也會選擇更接近敵人。
朋友的朋友的信任程度也有研究。正常來說，美國人和日本人都會相信自己人。不過不同的是，若果陌生人是自己人所識的，日本人會偏向信任他們。他們覺得這是一種連帶關係，人際網絡的連結。

### 婚姻
在印度包辦婚姻非常普遍。與正常人認知不同，研究發現雖然他們一開始對大家沒有任何的愛，大多都變得美滿幸福。另一研究則比較日本及加拿大情侣對自己及別人的關係的評價，不論文化，他們都覺得自己的關係都好過別人的。不過統計學來說，加拿大人比日本的人在關係上評價比較誇張（更理想化）。

### 群體動力

#### 個人主義與集體主義
個人主義越高的社會就更易出現社會惰化，相反集體主義越高的社會就更易出現更同心協力(Social striving）而阿希從眾實驗中，個人主義越高的人就有較低從眾行為。

#### 社會承擔
另外，不論文化，大多數社會都會罰搭便車的人。但也有一些文化會調轉排斥一些付出較多的人（super cooperator）。

### 思考方式
亞州人普遍思考以全面性（Holistic），而美國人比較用分解性思考方式看待事物。

#### 事物感知
以環境依賴角度來看除了主體（focal object）外，亞洲人比美國人能留意到背景，但也容易受背景影響。從眼動追蹤證據也揭示中國人比美國人會留意多些背景。在嵌圖測驗中，知覺的場地獨立較高的人因為易忽略背景對感知的影響，從而較容易估對圖中的直桿的角度。從腦電波來看不同文他的人如何探測目標變化，用事件相關電位，日本人與美國人都呈現到一個主要偵測不同的腦訊號N400，但日本人有較大N4反應卻有較差表現。從磁力共振來看，若只顯示目標物而隱藏背景，西方的人的腦袋會有較反應。隨了視覺感知外，文化也會令到人們對聲音的理解也有不同。好像亞州人比起北美的人，會了解更多說話的聲調來判斷有否字詞間有否有弦外之音。

#### 歸因理論
比較美國人，日本人會考慮更多間接的影響。日本人會有更多漣漪效應，他們會覺得一個問題會一路影響到一年後的事情。相反，美國人只覺得例如失業只會影響當刻的問題。問題分類上，東亞的人會重視更多問題之間關係，而西方人則留意事物的本質。在一個虛構的謀殺案測驗中，南韓人會比美國人考慮更多各證明間的關係，但美國人相反則捨棄更多資訊，認為一些碎事根本與凶案發生過程無關。甚至，在遊戲中，香港人與白人在資源運用策略也有不同，白人會較集中資源在同一位置

#### 辯證法
小明與小芳是在大學相識，並成為情侣。你覺得他們畢業的時條有多大機會分手？
中國人比起美國人，會預期更多改變（中國人會偏向認為他們小明小芳關係完結），較少事情會一成不變。而且，也會對矛盾心理的事情更會包容（如吸煙會傷害健康但也可以減肥）。而到亞州人也會文化差異，在自尊心、性格等測驗有較大機會有不一致的結果。

### 道德

#### 道德基礎理論（英语：Moral foundations theory）
與柯爾伯格道德發展階段不同，道德基礎理論引入了文化差異來了解人類如何受文化影響道德判斷。不同文化都有相似的道德觀，但個別文化對同事物也有不同。

#### 公平原則
受文化影響，不同地方對資源分配也有所不同。除了平均分配（equality）原則，印度人會比較分給較需要的人（need），但美國人則重視誰付出更多就可以得到更多（equity）。

### 疾病與健康
不同文化會只有該文化獨有的心理疾病，好像美國女性會更易有進食障礙、日本常見的隱蔽人士（日：ひきこもり 或 hikkomori），以及東南亞地區有的縮陽症。所有文化都有抑鬱，但文化上，亞州人會較美國人軀體化，即誇張對某一病痛的感覺。另外，自殺及精神分裂都不分文化皆存在。

### 多文化接觸
除了文化單對單比較，有些心理學家也研究一些同時有多種文化共存的人，如移民
- 文化變更（英语：Cultural frame switching）
- 涵化 (Acculturation）與文化衝擊 （及反文化衝擊，即對自己的文他不適應）

### 微觀角度
除了一群人的比較，跨文化心理学也開始探討文化中每個人的不同，例去去解答為何有一些人不像其自身文化這樣思考？有理論嘗試解釋，雖然不同文化都有對其社會內的每一員有文化上的要求，但每個要求都有不同方法或手段可供人們自行去選擇（通衢/條條大路通羅馬）。換言之，不論文化都有共識去做一些文化行為，但如何去實行是基於個人選擇。